# Echitație
Echitația este, în sensul larg, sportul călăriei. În sensul restrâns al termenului, echitația reprezintă modul în care se călărește corect un cal de călărie. Echitația este prezentă în toate formele tradiționale de călărie precum stilul și echipamentul englezesc tradițional (definit prin sportul de societate - hunting cross și prin clasele de prezentare - show de tip hunter), prin stilul și echipamentul clasic spaniol (doma clasica, doma vaquera, alta escuela, garrocha, rejoneo...), prin stilul și echipamentul arab de călărie și să nu uităm de stilul și echipamentul specific continentului nord american, cunoscut mai degrabă ca stilul western (cowboy).
Echitația se definește prin modul corect în care călărețul se prezintă călare pe un cal și capacitatea sa de a își controla și prezenta calul cu ajutorul comenzilor specifice. Modul corect de a calări și controla calul este universal valabil pentru toate stilurile deși în funcție de echipamentul folosit pot apărea mici variații. 
Echitația este cel mai bine evidențiată de către stilul și echipamentul de tip englezesc, probabil cel mai sportiv model de  echipament de călărie existent, motiv pentru care a fost preluat și folosit pentru sportul ecvestru modern de performanta, impunându-se la nivel mondial. 
Din sportul tradițional englezesc de societate (hunting) rezervat doar aristocrației a evoluat în timp sportul ecvestru modern prin definirea treptata a celor mai importante discipline ecvestre moderne: dresaj clasic, săriturile peste obstacole (SJ), proba completa - eventing.
Echitația ca definiție mai larga poate fi întâlnită în toate activitățile de călărie a cailor însa ea poate să fie menționată doar atunci când activitatea respectiva respecta însăși normele care o definesc : călărețul va avea o poziție corecta șaua de călărie iar calul va fi prezentat și controlat în mod corespunzător stilului, în conformitate cu activitatea propusa.
În mod popular echitația este definiția pentru călăritul corect al unui cal. Aceasta se face astfel: așezat în șaua de călărie, cu picioarele corect așezate de o parte și de alta a șeii de călărie, cu genunchii ușor flexați și bine fixați de pulpanele șeii de călărie, cu pingeaua tălpilor bine fixata în scări și călcâiele ușor coborâte, ținând dârlogii corect în mâini pentru a avea un contact ușor cu gura calului, spatele drept (corect arcuit), bazinul ușor spre înainte, pieptul scos, privirea spre înainte, atent la mediul înconjurător, dar sensibil la potențialul și resursele calului.